# Marlon James
Marlon James (Kingston, 24 november 1970) is een Jamaicaanse schrijver. In 2015 won hij de Man Booker Prize met zijn boek A Brief History of Seven Killings, in het Nederlands vertaald als Een beknopte geschiedenis van zeven moorden. Hij werkt in de Verenigde Staten.